# Amour d'enfance
Amour d'enfance é um filme de drama francês de 2001 dirigido por Yves Caumon. Foi exibido na seção Un Certain Regard no Festival de Cinema de Cannes de 2001, onde ganhou o prêmio principal da mostra Um certo olhar.

## Elenco
- Mathieu Amalric	...	Paul
- Lauryl Brossier	...	Odile
- Fabrice Cals	...	Thierry
- Michèle Gary	...	Odette
- Roger Souza	...	Paul's father
- Bernard Blancan	...	Aimé
- Nicole Miana	...	mãe de Odile
- Frédéric Bonpart	...	Jean-Marie
- Paul Crouzet	...	Auguste
- Deddy Dugay	...	Suzette